# Volta ao Algarve 2025
La Volta ao Algarve 2025, cinquantunesima edizione della corsa e valevole come quinta prova dell'UCI ProSeries 2025 categoria 2.Pro, si svolse in cinque tappe dal 19 al 23 febbraio 2025 su un percorso di 745,9 km, con partenza da Portimão e arrivo all'Alto do Malhão, in Portogallo. La vittoria fu appannaggio del danese Jonas Vingegaard, il quale completò il percorso in 13h19'30", alla media di 41,384 km/h, precedendo il portoghese João Almeida ed il belga Laurens De Plus.

## Tappe
| Tappa  | Data        | Percorso                                   | km    | Vincitore di tappa | Leader cl. generale |
| ------ | ----------- | ------------------------------------------ | ----- | ------------------ | ------------------- |
| 1ª     | 19 febbraio | Portimão > Lagos                           | 190   | annullata          | annullata           |
| 2ª     | 20 febbraio | Lagoa > Alto da Fóia                       | 177,6 | Jan Christen       | Jan Christen        |
| 3ª     | 21 febbraio | Vila Real de Santo António > Tavira        | 183,5 | Jordi Meeus        | Jan Christen        |
| 4ª     | 22 febbraio | Albufeira > Faro                           | 175,2 | Milan Fretin       | Jan Christen        |
| 5ª     | 23 febbraio | Salir > Alto do Malhão (cron. individuale) | 19,6  | Jonas Vingegaard   | Jonas Vingegaard    |
| Totale | Totale      | Totale                                     | 745,9 |                    |                     |

## Squadre e corridori partecipanti
| N.      | Cod. | Squadra                 |
| ------- | ---- | ----------------------- |
| 1-7     | UAD  | UAE Team Emirates XRG   |
| 11-17   | TVL  | Team Visma-Lease a Bike |
| 21-27   | SOQ  | Soudal Quick-Step       |
| 31-37   | LTK  | Lidl-Trek               |
| 41-47   | RBH  | Red Bull-Bora-Hansgrohe |
| 51-57   | IGD  | Ineos Grenadiers        |
| 61-67   | ADC  | Alpecin-Deceuninck      |
| 71-77   | LOT  | Lotto                   |
| 81-87   | GFC  | Groupama-FDJ            |
| 91-97   | EFE  | EF Education-EasyPost   |
| 101-107 | IWA  | Intermarché-Wanty       |
| 111-117 | TPP  | Team Picnic PostNL      |
| 121-127 | TBV  | Bahrain Victorious      |

| N.      | Cod. | Squadra                               |
| ------- | ---- | ------------------------------------- |
| 131-137 | COF  | Cofidis                               |
| 141-147 | TUD  | Tudor Pro Cycling Team                |
| 151-157 | CJR  | Caja Rural-Seguros RGA                |
| 161-167 | ATI  | Anicolor-Tien 21                      |
| 171-177 | TAV  | Tavfer-Ovos Matinados-Mortágua        |
| 181-187 | EFL  | Efapel Cycling                        |
| 191-197 | CDF  | FEIRENSE-BEECELER                     |
| 201-207 | ATF  | AP Hotels & Resorts-Tavira-SC Farense |
| 211-217 | GSU  | Gi Group Holding-Simoldes-UDO         |
| 221-227 | LAA  | Credibom-LA Alumínios-Marcos Car      |
| 231-237 | ALL  | Aviludo-Louletano-Loulé               |
| 241-247 | RPB  | Rádio Popular-Paredes-Boavista        |

## Dettagli delle tappe

### 1ª tappa
- 19 febbraio: Portimão > Lagos – 190 km

annullata

### 2ª tappa
- 20 febbraio: Lagoa > Alto da Fóia – 177,6 km

Risultati
| Pos. | Corridore       | Squadra | Tempo    |
| ---- | --------------- | ------- | -------- |
| 1    | Jan Christen    | UAE     | 4h28'44" |
| 2    | João Almeida    | UAE     | s.t.     |
| 3    | Laurens De Plus | Ineos   | a 7"     |

| Pos. | Corridore       | Squadra | Tempo    |
| ---- | --------------- | ------- | -------- |
| 1    | Jan Christen    | UAE     | 4h28'34" |
| 2    | João Almeida    | UAE     | a 4"     |
| 3    | Laurens De Plus | Ineos   | a 13"    |

### 3ª tappa
- 21 febbraio: Vila Real de Santo António > Tavira – 183,5 km

Risultati
| Pos. | Corridore     | Squadra     | Tempo    |
| ---- | ------------- | ----------- | -------- |
| 1    | Jordi Meeus   | Red Bull    | 4h18'34" |
| 2    | Biniam Girmay | Intermarché | s.t.     |
| 3    | Arnaud De Lie | Lotto       | s.t.     |

| Pos. | Corridore       | Squadra | Tempo    |
| ---- | --------------- | ------- | -------- |
| 1    | Jan Christen    | UAE     | 8h47'04" |
| 2    | João Almeida    | UAE     | a 4"     |
| 3    | Laurens De Plus | Ineos   | a 13"    |

### 4ª tappa
- 22 febbraio: Albufeira > Faro –175,2 km

Risultati
| Pos. | Corridore     | Squadra  | Tempo    |
| ---- | ------------- | -------- | -------- |
| 1    | Milan Fretin  | Cofidis  | 4h03'31" |
| 2    | Jordi Meeus   | Red Bull | s.t.     |
| 3    | Filippo Ganna | Ineos    | s.t.     |

| Pos. | Corridore       | Squadra | Tempo     |
| ---- | --------------- | ------- | --------- |
| 1    | Jan Christen    | UAE     | 12h50'45" |
| 2    | João Almeida    | UAE     | a 4"      |
| 3    | Laurens De Plus | Ineos   | a 7"      |

### 5ª tappa
- 23 febbraio: Salir > Alto do Malhão – Cronometro individuale – 19,6 km

Risultati
| Pos. | Corridore        | Squadra | Tempo  |
| ---- | ---------------- | ------- | ------ |
| 1    | Jonas Vingegaard | Visma   | 28'25" |
| 2    | Wout Van Aert    | Visma   | a 11"  |
| 3    | Antonio Tiberi   | Bahrain | a 15"  |

| Pos. | Corridore        | Squadra | Tempo     |
| ---- | ---------------- | ------- | --------- |
| 1    | Jonas Vingegaard | Visma   | 13h19'31" |
| 2    | João Almeida     | UAE     | a 14"     |
| 3    | Laurens De Plus  | Ineos   | a 23"     |

## Evoluzione delle classifiche
| Tappa              | Vincitore          | Classifica generale Maglia gialla | Classifica a punti Maglia verde | Classifica scalatori Maglia azzurra | Classifica giovani Maglia bianca | Classifica a squadre  |
| ------------------ | ------------------ | --------------------------------- | ------------------------------- | ----------------------------------- | -------------------------------- | --------------------- |
| 1ª                 | annullata          | annullata                         | annullata                       | annullata                           | annullata                        | annullata             |
| 2ª                 | Jan Christen       | Jan Christen                      | Jan Christen                    | Jan Christen                        | Jan Christen                     | UAE Team Emirates XRG |
| 3ª                 | Jordi Meeus        | Jan Christen                      | Jordi Meeus                     | Germán Tivani                       | Jan Christen                     | UAE Team Emirates XRG |
| 4ª                 | Milan Fretin       | Jan Christen                      | Jordi Meeus                     | Germán Tivani                       | Jan Christen                     | UAE Team Emirates XRG |
| 5ª                 | Jonas Vingegaard   | Jonas Vingegaard                  | Jordi Meeus                     | Germán Tivani                       | Romain Grégoire                  | UAE Team Emirates XRG |
| Classifiche finali | Classifiche finali | Jonas Vingegaard                  | Jordi Meeus                     | Germán Tivani                       | Romain Grégoire                  | UAE Team Emirates XRG |

Maglie indossate da altri ciclisti in caso di due o più maglie vinte
- Nella 2ª tappa João Almeida ha indossato la maglia verde al posto di Jan Christen e Germán Tivani ha indossato quella azzurra al posto di Jan Christen.
- Dalla 2ª alla 5ª tappa António Morgado ha indossato la maglia bianca al posto di Jan Christen

## Classifiche finali

### Classifica generale - Maglia gialla
| Pos. | Corridore         | Squadra  | Tempo     |
| ---- | ----------------- | -------- | --------- |
| 1    | Jonas Vingegaard  | Visma    | 13h19'30" |
| 2    | João Almeida      | UAE      | a 15"     |
| 3    | Laurens De Plus   | Ineos    | a 24"     |
| 4    | Romain Grégoire   | Groupama | a 36"     |
| 5    | M. Schachmann     | Soudal   | a 40"     |
| 6    | Neilson Powless   | EF       | a 43"     |
| 7    | Ilan Van Wilder   | Soudal   | a 48"     |
| 8    | Primož Roglič     | Red Bull | a 53"     |
| 9    | T. Geoghegan Hart | Lidl     | a 54"     |
| 10   | Jan Christen      | UAE      | a 57"     |

### Classifica a punti - Maglia verde
| Pos. | Corridore        | Squadra  | Punti |
| ---- | ---------------- | -------- | ----- |
| 1    | Jordi Meeus      | Red Bull | 45    |
| 2    | Milan Fretin     | Cofidis  | 35    |
| 3    | Wout Van Aert    | Visma    | 24    |
| 4    | Filippo Ganna    | Ineos    | 20    |
| 5    | Jonas Vingegaard | Visma    | 20    |

### Classifica scalatori - Maglia azzurra
| Pos. | Corridore     | Squadra  | Punti |
| ---- | ------------- | -------- | ----- |
| 1    | Germán Tivani | Aviludo  | 28    |
| 2    | Johan Jacobs  | Groupama | 13    |
| 3    | Jan Christen  | UAE      | 12    |
| 4    |               |          |       |
| 5    |               |          |       |

### Classifica giovani - Maglia bianca
| Pos. | Corridore       | Squadra  | Tempo     |
| ---- | --------------- | -------- | --------- |
| 1    | Romain Grégoire | Groupama | 13h20'06" |
| 2    | Jan Christen    | UAE      | a 21"     |
| 3    | António Morgado | UAE      | a 39"     |
| 4    | Max Poole       | Picnic   | a 51"     |
| 5    | Brieuc Rolland  | Groupama | a 8'26"   |

### Classifica a squadre
| Pos. | Squadra                | Tempo     |
| ---- | ---------------------- | --------- |
| 1    | UAE Team Emirates XRG  | 40h01'05" |
| 2    | Lidl-Trek              | a 2'03"   |
| 3    | Tudor Pro Cycling Team | a 5'22"   |
| 4    | EF Education-EasyPost  | a 5'53"   |
| 5    | Cofidis                | a 6'01"   |